# Arrependa-se
Arrependa-se é o álbum de estreia do grupo de rap Apocalipse 16, em parceria com Pregador Luo, Charles MC e DJ Beitico. Foi lançado em 1998, antecedendo à 2ª Vinda, A Cura e recebeu elogios da crítica especializada.
“É o disco de origem, de raízes, onde tudo começou. É ali que eu começo a descobrir minha fé e a me descobrir como rapper, como artista. Estão ali também minhas primeiras impressões do evangelho de Jesus, filtrando a realidade que eu vivia na época: as ruas, a periferia, a proximidade com o crime, a necessidade econômica. A mensagem central, “arrependa-se”, olhe para você mesmo, busque um caminho, ela continua atual”.
Clássicos: “A Chave da Vida”, “Um Mundo Bem Melhor”, “Minha Oração”.

## Faixas
1. "Intro: Não Venda sua Alma"
2. "Não Venda sua Alma"
3. "Quem Não Crê Está Condenado"
4. "A Chave da Vida"
5. "Chegou o Carnaval"
6. "Intro: Minha Oração"
7. "Minha Oração" (part. Edi Rock)
8. "Intro: Choro e Ranger de Dentes"
9. "Choro e Ranger de Dentes"
10. "Arrependa-se"
11. "Meu Mano"
12. "Não Perca sua Vida na Noite" (part. Thaíde)
13. "Poder pra Revolucionar" (part. Doctor Billy)
14. "Um Mundo Bem Melhor" (part. Mc Dom)
15. "Caia na Babilônia ou Brilhe na Luz de Jesus"
16. "O Princípio das Dores"